# 雅典 (伊利諾伊州)
雅典（英語：Athens）是一個位於美國伊利諾伊州默納德縣的城市。

## 地理
雅典的座標為39°57′41″N 89°43′29″W / 39.96139°N 89.72472°W，而該地的平均海拔高度為183米（即600英尺）。

## 人口
根據2010年美國人口普查的數據，雅典的面積為4.36平方千米，當中陸地面積為4.36平方千米，而水域面積為0.00平方千米。當地共有人口1988人，而人口密度為每平方千米455.96人。